# Karen Silkwood
Karen Gay Silkwood (19 de fevereiro de 1946, Longview, Texas — 13 de novembro de 1974, Crescent, Oklahoma) foi uma técnica química e ativista sindical estadunidense, conhecida por ter levantado preocupações sobre as práticas empresariais relacionadas com a saúde e a segurança numa instalação nuclear.
Trabalhou na Kerr-McGee Corporation, em Oklahoma, no fabrico de pastilhas de plutónio, e tornou-se a primeira mulher na equipa de negociação do sindicato. Depois de testemunhar perante a Comissão de Energia Atómica sobre as suas preocupações, descobriu-se que tinha contaminação por plutónio no seu corpo e na sua casa. Quando se dirigia para um encontro com um jornalista do New York Times e um funcionário da sede nacional do sindicato, morreu num acidente de viação em circunstâncias pouco claras.

Após sua morte, sua família processou a Kerr-McGee pela contaminação com plutónio. A empresa fez um acordo extrajudicial no valor de 1,38 milhões de dólares, sem admitir a responsabilidade. Em 1983, sua história foi relatada no filme Silkwood, de Mike Nichols, no qual ela foi retratada por Meryl Streep.